# Norma obsazení
Norma obsazení vyjadřuje vztah mezi počtem pracovníků (resp. počtem pracovníků konkrétního organizačního útvaru) a počtem jimi obsluhovaných strojů či jiných výrobních zařízení. Podle vyjádření tohoto vztahu se rozlišují normy obsluhy a normy počtu, resp. početního stavu.

## Norma obsluhy
Norma obsluhy udává, jaký počet strojů nebo jiných zařízení má obsluhovat jeden pracovník, nebo kolik pracovníků (případně profesí) je současně třeba k obsluze výrobního zařízení nebo několika výrobních zařízení (strojů). Normy obsluhy bývají průvodním údajem k normě času nebo k normě množství a vyjadřují jednu z organizačních podmínek, pro které platí norma času nebo norma množství. Někdy jsou jedním z výchozích údajů, pro které se určuje norma času, a jindy se z ní zpětně vypočítávají. Norma obsluhy udává:
- počet zařízení nebo strojů – jestliže jeden pracovník obsluhuje několik strojů (zařízení), jde o tzv. normu obsluhy několika strojů;
- počet pracovníků (příp. profesí) – jestliže několik pracovníků současně a společně obsluhuje jedno zařízení, jde o tzv. normu kolektivní obsluhy;
- počet zařízení nebo strojů i počet pracovníků – jestliže několik zařízení obsluhuje současně a společně několik pracovníků, jde o tzv. normu kolektivní obsluhy několika strojů (zařízení).

## Norma počtu
Norma počtu (norma početního stavu) udává, kolik pracovníků určitých profesí a kvalifikací je třeba v konkrétním organizačním útvaru, aby mohl plnit funkci obsluhy nebo správní, případně řídící funkci.
Normy početních stavů udávají např. počet a kvalifikaci technickohospodářských pracovníků nebo i blíže specializovaných povolání, profesí, funkcí a činností. Aby normy početních stavů vyjadřovaly nutnou spotřebu lidské práce, musí odpovídat určité kvalifikaci pracovníků, normální zákonné pracovní době připadající na týden a technickým i organizačním podmínkám vykonávané práce.